# احمد مندس موریرا
احمد مندس موریرا (انگلیسی: Ahmad Mendes Moreira؛ زادهٔ ۲۷ ژوئن ۱۹۹۵) بازیکن فوتبال متولد هلند اهل گینه است.
از باشگاه‌هایی که در آن بازی کرده است می‌توان به باشگاه فوتبال گیانینا و باشگاه فوتبال خرونینگن اشاره کرد.
وی همچنین در تیم ملی فوتبال گینه بازی کرده است.